# Alfred Russel Wallace
Alfred Russel Wallace OM FRS (Llanbadoc, Monmouthshire, Gales; 8 de enero de 1823-Broadstone, Dorset, Inglaterra; 7 de noviembre de 1913) fue un naturalista, explorador, geógrafo, antropólogo y biólogo británico, conocido por haber propuesto una teoría de evolución a través de la selección natural independiente de la de Charles Darwin que motivó a este a publicar su propia teoría.

Jamás vi coincidencia más impresionante; ¡si Wallace tuviera mi borrador escrito en 1842, no habría podido realizar un resumen mejor!
Charles Darwin.

Wallace realizó un amplio trabajo de campo antes de publicar su teoría, primero en la cuenca del río Amazonas y posteriormente en el archipiélago malayo, donde identificó una línea que dividía a Indonesia en dos zonas; una donde los animales relacionados con los de Australia eran comunes y otra en la que las especies eran en gran parte de origen asiático. Dicha línea se denomina en la actualidad línea de Wallace. Fue también uno de los expertos más reconocidos del siglo XIX sobre la distribución geográfica de las especies animales y es considerado como el «padre de la biogeografía». Asimismo, Wallace también fue uno de los pensadores evolucionistas más destacados de su época y realizó varios aportes al desarrollo de la teoría de la evolución, además de haber codesarrollado el concepto de selección natural. Entre sus contribuciones a la ciencia se encuentran el concepto de aposematismo y el denominado efecto Wallace, una hipótesis acerca del modo en que la selección natural puede contribuir al aislamiento reproductivo de especies incipientes a través de la selección de mecanismos de aislamiento reproductivo o barreras a la hibridación.
A pesar de sus grandes contribuciones científicas, Wallace sentía una gran atracción por el cristianismo. Su interés por él, así como su creencia en Dios, creó controversia entre los científicos, especialmente con otros pensadores evolucionistas. Además de su trabajo científico, Wallace fue un activista social y criticó el sistema socioeconómico del Reino Unido durante el siglo XIX. Su interés por la biogeografía lo llevó a convertirse en uno de los primeros científicos en plantear el problema del impacto ambiental de las actividades humanas. Asimismo, fue un prolífico escritor, publicando obras sobre temas científicos y sociales. Sus experiencias en Indonesia y Malasia fueron narradas en The Malay Archipelago, uno de los diarios de exploración más populares e influyentes que se han publicado en el siglo XIX.

## Biografía

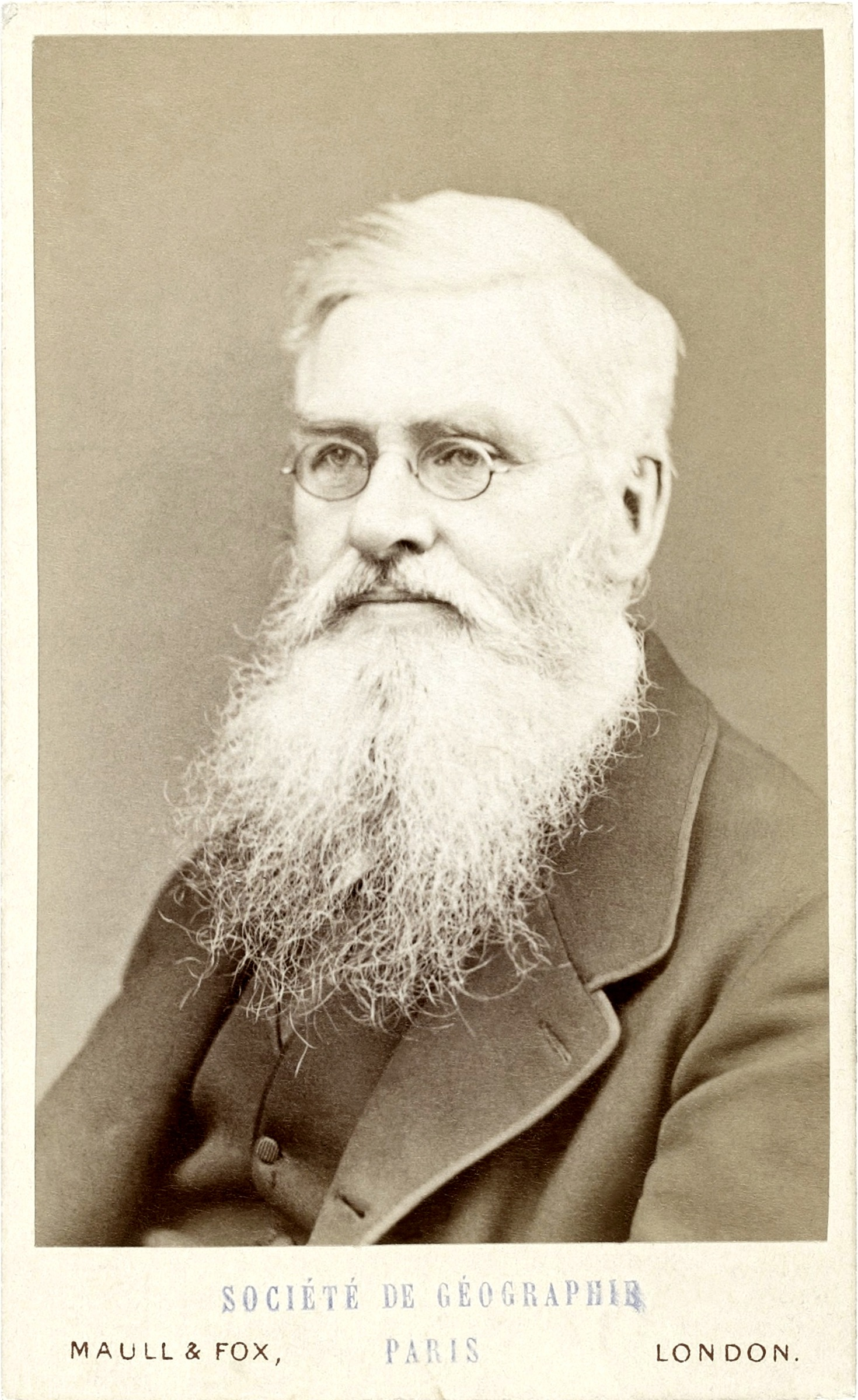
Alfred Russel Wallace

### Primeros años

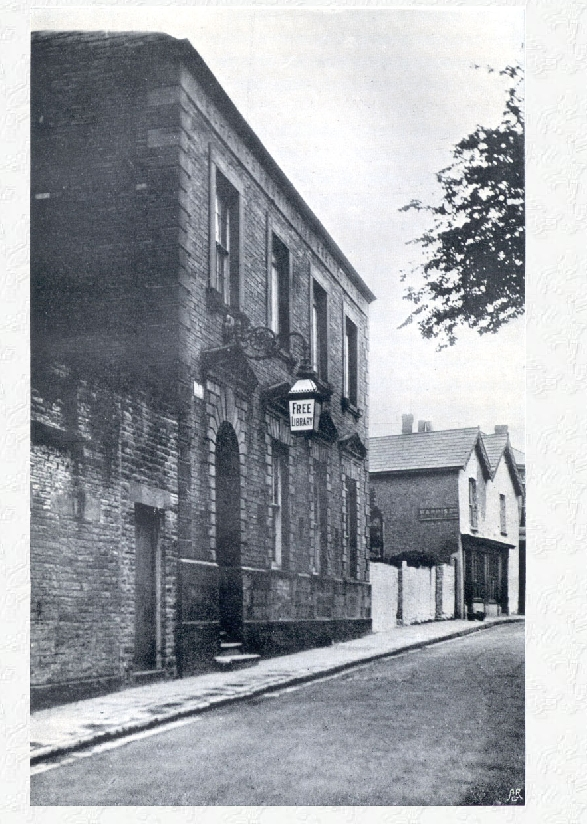
Fotografía del edificio del Instituto de Mecánica de Neath, diseñado por Wallace y su hermano John.

Wallace nació en la villa galesa de Llanbadoc, cerca de Usk (Monmouthshire). Fue el octavo de los nueve hijos de Thomas Vere Wallace y Mary Anne Greenell. Su madre pertenecía a una familia de clase media inglesa proveniente de Hertford, mientras que su padre era de ascendencia escocesa. Su familia, al igual que muchos Wallace escoceses, afirmaba estar relacionada con William Wallace, el líder escocés durante las Guerras de independencia de Escocia en el siglo XIII. Thomas Wallace había estudiado derecho, pero nunca practicó la abogacía, ya que había recibido algunas propiedades como herencia. Sin embargo, las malas inversiones y los negocios fallidos deterioraron la posición financiera de su familia.
La nacionalidad de Wallace ha sido objeto de controversia en tiempos recientes. Debido a que nació en Monmouthshire (actualmente Gwent), algunas fuentes le consideran galés. Sin embargo, algunos historiadores han cuestionado esta consideración, ya que ninguno de sus padres era galés, su familia vivió muy poco tiempo en Monmouthshire, los galeses con los que Wallace se relacionaba en su niñez le consideraban inglés, y se refería a sí mismo como inglés, incluso durante su estancia en Gales. Por estos motivos, un estudioso de Wallace declaró que la interpretación más razonable es que Wallace era un inglés nacido en Gales.
Cuando Wallace tenía cinco años, su familia se mudó a Hertford, al norte de Londres. Allí asistió a la Hertford Grammar School hasta que las dificultades económicas de su familia obligaron a que abandonara la escuela en 1836. Después de esto, se trasladó a Londres a vivir con su hermano mayor, John, un aprendiz de constructor de 19 años. Sin embargo, esta fue una medida provisional hasta que William, otro hermano mayor, estuvo listo para instruirlo como aprendiz de agrimensor. Mientras estaba en Londres, Wallace asistió a conferencias y leyó libros en el Instituto de Mecánica de la ciudad, en donde estuvo expuesto a las ideas del reformador social galés Robert Owen y de Thomas Paine. En 1837 abandonó Londres para vivir con William y trabajar como su aprendiz durante seis años. A finales de 1839, los hermanos se mudaron a Kington (Herefordshire), cerca de la frontera con Gales, antes de asentarse en Neath (Glamorganshire). Entre 1840 y 1843, Wallace trabajó como agrimensor en la campiña galesa y en el oeste de Inglaterra. A finales de 1843, el negocio de William estaba decayendo debido a la difícil situación económica, por lo que Wallace lo dejó en enero de 1844, a la edad de 20 años.
Después de un breve periodo de desempleo, fue contratado como maestro en la Collegiate School en Leicester para enseñar dibujo, cartografía y agrimensura. Wallace pasaba gran parte de su tiempo libre en la biblioteca de Leicester, en donde leyó el Ensayo sobre el principio de la población de Thomas Malthus y conoció a Henry Walter Bates, quien por aquel entonces tenía solo 19 años, pero ya había publicado un ensayo sobre escarabajos en la revista The Zoologist. William murió en marzo de 1845, por lo que Wallace abandonó su puesto de maestro para asumir el control de la compañía de su hermano en Neath. Después de varios meses, Wallace encontró trabajo como ingeniero civil en una empresa que necesitaba realizar mediciones para construir un ferrocarril en el valle de Neath. Este trabajo requería que pasara gran parte del tiempo al aire libre, lo que le permitió satisfacer su pasión por la entomología. Wallace persuadió a su hermano John para que empezaran una nueva empresa de ingeniería civil y arquitectura, la cual realizó numerosos proyectos, incluyendo el diseño del Instituto de Mecánica de Neath. William Jevons, el fundador de ese Instituto, se mostró impresionado por Wallace y lo invitó a exponer conferencias sobre ciencia e ingeniería en la institución. En el otoño (boreal) de 1846, Wallace se compró, junto a su hermano John, una cabaña cerca de Neath, en donde vivieron junto a su madre y su hermana Fanny (su padre había muerto en 1843). Durante este periodo, Wallace leyó ávidamente e intercambió correspondencia con Bates sobre el tratado Vestiges of the Natural History of Creation (publicado anónimamente por Robert Chambers en 1844), El viaje del Beagle de Darwin (1839) y Principles of Geology del geólogo escocés Charles Lyell (1830-33).

### Exploración y estudio del mundo natural

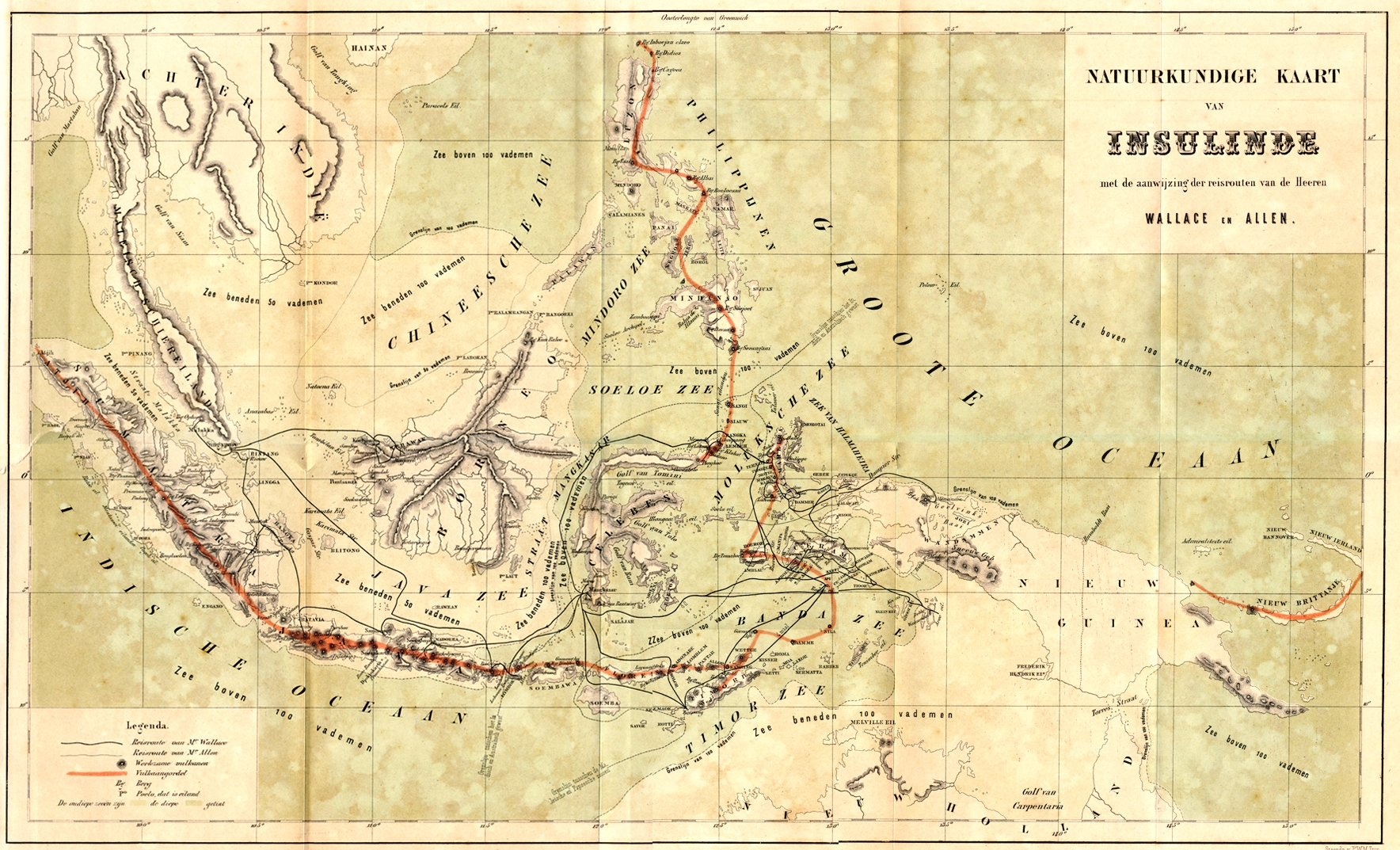
Un mapa de The Malay Archipelago muestra la geografía del archipiélago malayo y los viajes realizados por Wallace en esa área. La línea negra indica la ruta por la que Wallace viajó, mientras que la línea roja señala cadenas volcánicas.

Inspirado por las crónicas de otros exploradores naturalistas, incluyendo Alexander von Humboldt, Darwin y William Henry Edwards, Wallace decidió que él también quería viajar al extranjero como naturalista. En 1848 zarpó junto a Henry Bates hacia Brasil a bordo del Mischief. Su intención era recolectar insectos y otros animales en la selva amazónica y venderlos a coleccionistas en el Reino Unido. También esperaban poder obtener evidencias sobre la transmutación de las especies. Wallace y Bates pasaron la mayor parte de su primer año en Brasil recolectando especies cerca de Belém y posteriormente exploraron el área por separado, reuniéndose ocasionalmente para discutir sus descubrimientos. En 1849, se les unieron el hermano menor de Wallace, Herbert, y otro joven explorador, Richard Spruce. Herbert regresó al Reino Unido poco después (en donde murió dos años más tarde de fiebre amarilla), pero Spruce, al igual que Bates, pasaría más de diez años investigando en América del Sur.
Wallace continuó explorando el río Negro durante cuatro años más, recolectando especímenes y tomando notas sobre las poblaciones humanas, sus lenguas, la geografía, la flora y la fauna. El 12 de julio de 1852, Wallace embarcó hacia el Reino Unido a bordo del bergantín Helen. Después de 28 días en alta mar, la carga transportada en el barco (caucho, coco, arnatto, bálsamo de copaiba y Piassaba) se incendió y obligó a la tripulación a abandonar la nave. Todos los especímenes que Wallace tenía en el barco, la mayoría de los que había recolectado durante su viaje, se perdieron en el incendio. Lo único que pudo salvar fueron varios dibujos. Wallace y la tripulación permanecieron a la deriva durante 10 días hasta que fueron recogidos por el bergantín Jordenson.
Después de su regreso al Reino Unido, Wallace pasó 18 meses en Londres viviendo del pago del seguro por la colección de especímenes que perdió y vendiendo los pocos especímenes que había enviado a Gran Bretaña antes de iniciar su exploración del río Negro. Durante este periodo, a pesar de haber perdido casi todas las notas de su expedición, escribió seis ensayos académicos y dos libros: Palm Trees of the Amazon and Their Uses y Travels on the Amazon. También mantuvo contacto con varios naturalistas británicos, incluyendo Charles Darwin.

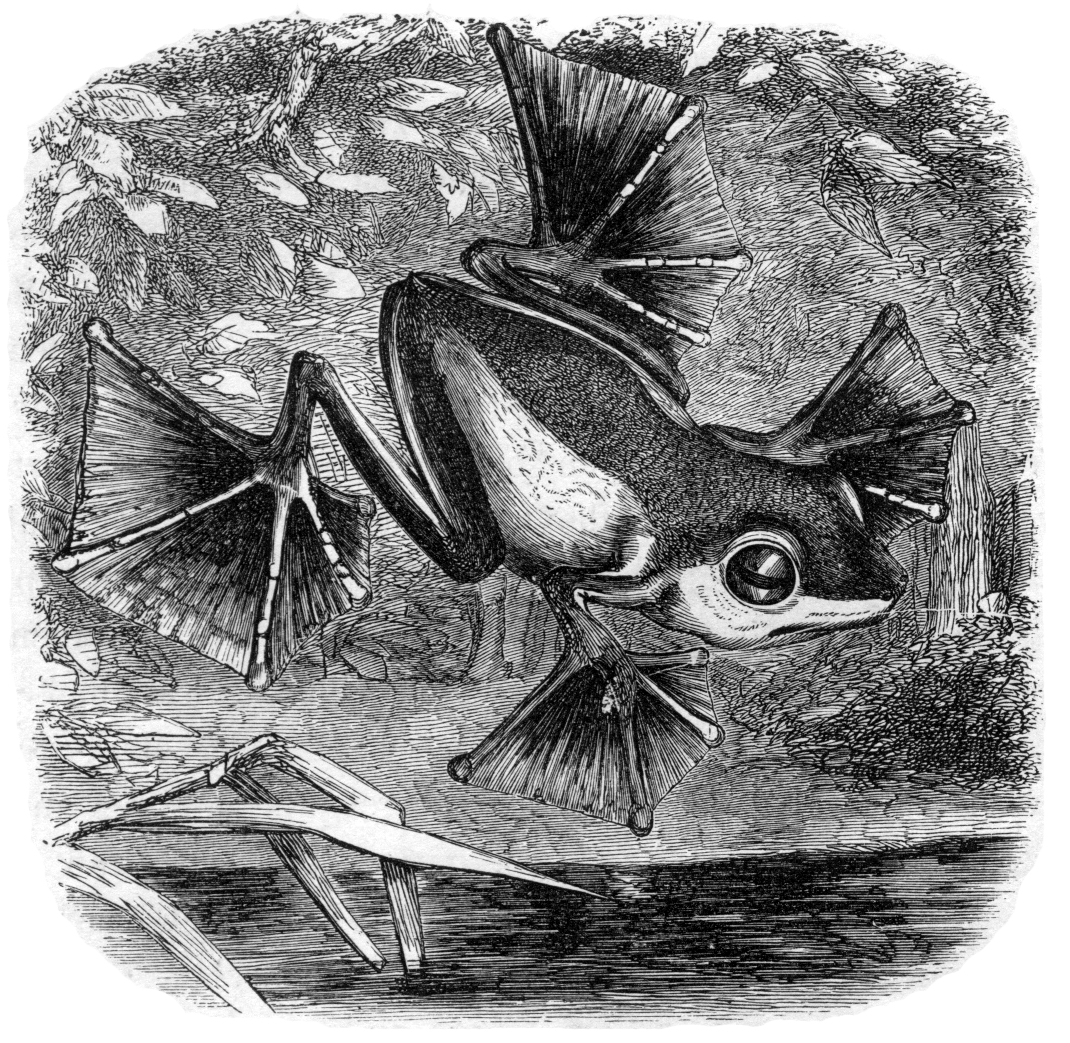
Una ilustración de The Malay Archipelago muestra una rana voladora descubierta por Wallace.

Entre 1854 y 1862, Wallace viajó por el archipiélago malayo recolectando especímenes para su venta y análisis. Sus observaciones de las marcadas diferencias zoológicas entre diversas partes del archipiélago lo llevaron a proponer una frontera zoogeográfica conocida como la línea de Wallace. Durante este viaje recolectó más de 125 000 especímenes en el archipiélago, de los cuales más de 80 000 eran escarabajos. Entre los especímenes había más de mil especies que no habían sido identificadas anteriormente. Una de sus descripciones zoológicas más famosas durante este viaje fue la de la rana Rhacophorus nigropalmatus, también conocida como rana voladora de Wallace. Mientras exploraba el archipiélago, Wallace cambió sus ideas sobre evolución y empezó a plantearse la teoría de selección natural. En 1858, envió a Darwin un artículo describiendo la teoría. El artículo fue publicado, junto a una descripción de la teoría de Darwin, en ese mismo año.
La historia de sus estudios y aventuras en el archipiélago fueron publicadas en 1869 bajo el nombre de The Malay Archipelago. La obra se convirtió en uno de los diarios de exploración científica más populares del siglo XIX y continuó imprimiéndose por la misma editorial (Macmillan Publishers) hasta los años 1920. The Malay Archipelago fue alabado por múltiples científicos, incluyendo Darwin (a quien el libro estaba dedicado) y Charles Lyell, así como por otras personalidades como el novelista Joseph Conrad, quien usó la obra como fuente de información para varias de sus novelas, especialmente para Lord Jim.

### Regreso al Reino Unido, matrimonio e hijos

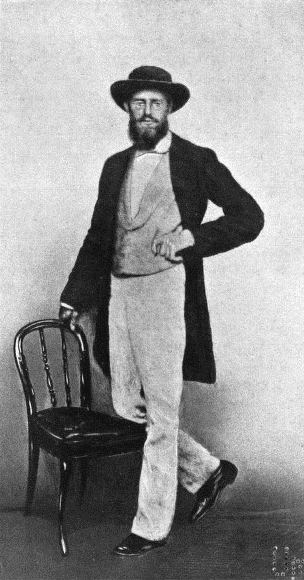
Fotografía de A.R. Wallace tomada en Singapur en 1862.

En 1862, Wallace regresó al Reino Unido y se mudó a la casa de su hermana Fanny Sims y su esposo Thomas. Mientras se recuperaba de sus viajes, Wallace organizó su colección de especímenes y dio charlas sobre sus aventuras y descubrimientos a varias sociedades científicas, incluyendo la Sociedad Zoológica de Londres. Posteriormente, en ese mismo año, Wallace visitó a Darwin en su residencia y entabló amistad con Charles Lyell y Herbert Spencer. Durante los años 1860, Wallace escribió varios ensayos y dio conferencias defendiendo la teoría de selección natural. También mantuvo correspondencia con Darwin sobre varios temas, incluyendo la selección sexual, el aposematismo y el posible efecto de la selección natural en la hibridación y la divergencia de las especies. En 1865, Wallace empezó a investigar el espiritualismo.
Después de un año de cortejo, Wallace se comprometió en 1864 con una joven, a la cual, en su autobiografía, identificaría simplemente como Miss L. Sin embargo, para disgusto de Wallace, Miss L. cancelaría el compromiso. En 1866, Wallace se casó con Annie Mitten, quien le había sido presentada por Richard Spruce, un amigo del padre de Annie, William Mitten, un experto en briofitas. En 1872, Wallace construyó The Dell, una casa de hormigón, en una propiedad en Grays que estaba rentando. Allí viviría hasta 1876. Los Wallace tuvieron tres hijos: Herbert (1867-1874), quien murió siendo un niño, Violet (1869-1945) y William (1871-1951).

### Problemas financieros
Durante los años 1860 y los años 1870, Wallace estuvo muy preocupado por la seguridad financiera de su familia. Mientras estaba en el archipiélago malayo, la venta de especímenes le generó una cantidad considerable de dinero, la cual fue invertida cuidadosamente por el agente que vendía los especímenes. Sin embargo, a su regreso al Reino Unido, realizó varias inversiones arriesgadas en ferrocarriles y minas que resultaron ser un fracaso, por lo que se vio forzado a vivir de las ganancias generadas por la publicación de The Malay Archipelago. A pesar de la ayuda de sus amigos, Wallace no pudo encontrar un trabajo con un salario fijo. Para mantenerse solvente, trabajó como agrimensor para el gobierno, escribió 25 ensayos para su publicación entre 1872 y 1876 por modestas sumas de dinero y editó varios de los trabajos de Lyell y Darwin. En 1876, tuvo que pedir 500 libras esterlinas por adelantado a la editorial de su libro The Geographical Distribution of Animals para no tener que vender ninguna propiedad personal. Darwin sabía de los problemas económicos de Wallace y luchó para que le otorgaran una pensión del gobierno por sus contribuciones a la ciencia. Cuando la pensión de £200 mensuales le fue otorgada en 1881, pudo estabilizar su posición financiera, así como complementar las ganancias que recibía de sus trabajos escritos.

### Activismo social
John Stuart Mill se mostró impresionado por las críticas a la sociedad inglesa realizadas por Wallace en The Malay Archipelago, por lo que invitó al naturalista a unirse al comité general de la Land Tenure Reform Association, pero la asociación se disolvió después de la muerte de Mill en 1873. Entre 1873 y 1879, solo escribió unos cuantos artículos sobre temas sociales y políticos, antes de empezar a participar más activamente en debates sobre políticas internacionales y reforma agraria. Wallace creía que la tierra tenía que ser propiedad del estado y debía ser rentada para producir el mayor beneficio para el mayor número de personas. En 1881, fue elegido como el primer presidente de la Land Nationalisation Society y al año siguiente publicó el libro Land Nationalisation; Its Necessity and Its Aims sobre el tema de la nacionalización de la tierra. Wallace era crítico con las políticas librecambistas del Reino Unido porque creía que tenían un impacto negativo en la clase trabajadora. En 1889 leyó Looking Backward de Edward Bellamy, lo que lo llevó a declararse un socialista. Esto lo llevó a oponerse al darwinismo social y a la eugenesia, ideas que eran apoyadas por otros pensadores evolucionistas de la época, ya que creía que la sociedad contemporánea era demasiado corrupta e injusta para determinar quién era apto y quién no. En 1898 escribió un ensayo proponiendo un sistema monetario en el que la monedas no tengan que ser respaldadas por reservas de oro o plata, el cual impresionó al economista Irving Fisher, quien incluso dedicó al naturalista su libro de 1920 Stabilizing the Dollar. Wallace escribió extensamente sobre otros temas sociales incluyendo el sufragio femenino y los peligros e inutilidad del militarismo. Wallace continuó con su activismo social por el resto de su vida, publicando el libro The Revolt of Democracy semanas antes de su muerte.
A pesar de su activismo social, Wallace continuó con sus trabajos científicos. En 1880, publicó Island Life como una secuela de The Geographic Distribution of Animals. En noviembre de 1886, inició un viaje de diez meses a los Estados Unidos para dar una serie de conferencias, la mayoría de las cuales versaron sobre el darwinismo, pero también dio varias conferencias sobre biogeografía, espiritualismo y reforma socioeconómica. Durante el viaje, se reunió con su hermano John, quien había emigrado a California años atrás. También pasó una semana en Colorado, con la botánica estadounidense Alice Eastwood como guía, explorando la flora de las Montañas Rocosas y recogiendo evidencias que lo llevarían a desarrollar una teoría sobre cómo la glaciación puede explicar las similitudes entre la flora de Europa, Asia y América del Norte, la cual fue publicada en el ensayo «English and American Flowers». Durante su viaje, Wallace conoció a múltiples naturalistas estadounidenses y visitó sus colecciones. Su libro de 1889 Darwinism fue escrito usando la información que recolectó en ese viaje y los datos que había usado para sus charlas.

### Muerte

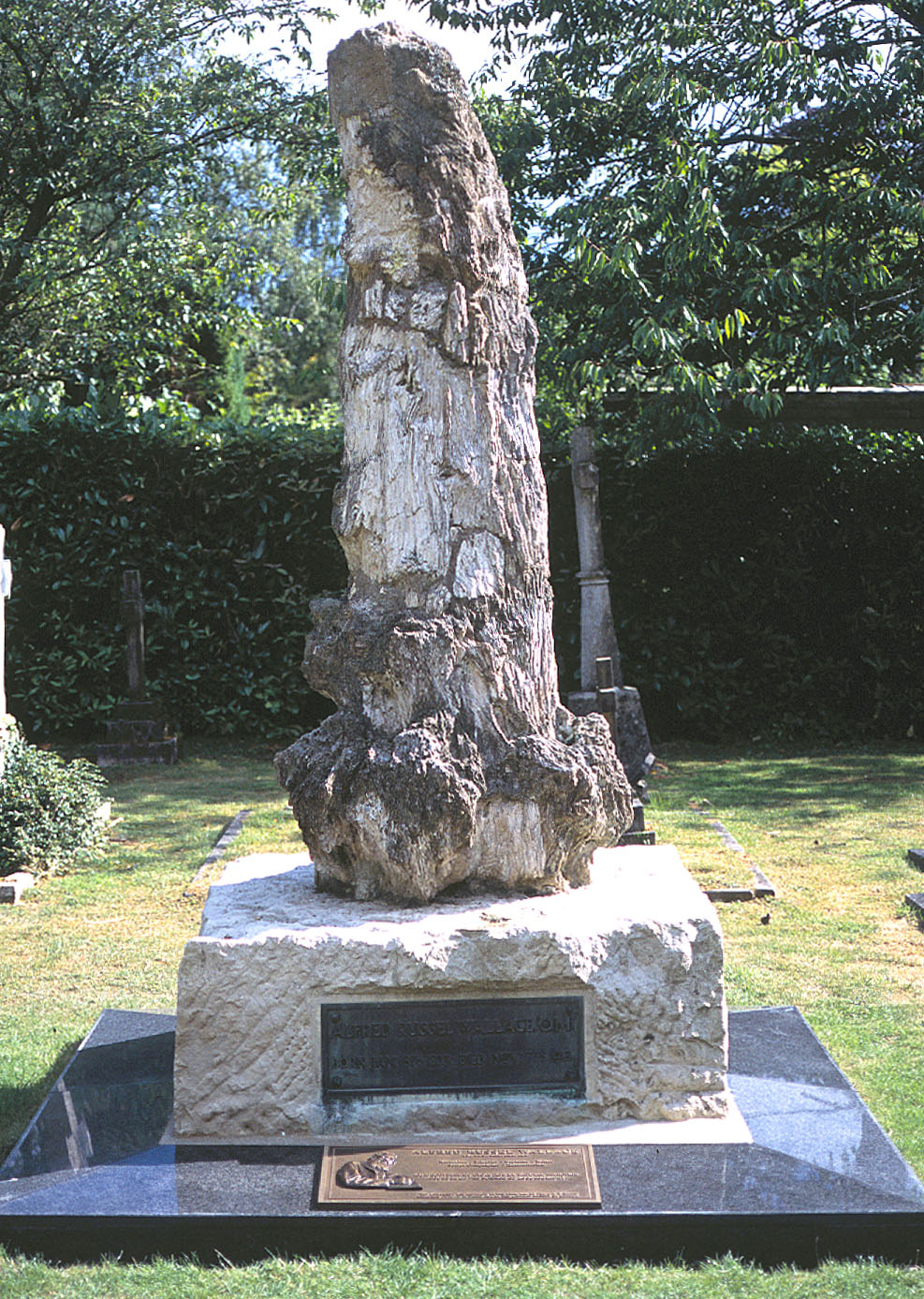
Tumba de Wallace, en Broadstone (Inglaterra), restaurada por el A. R. Wallace Memorial Fund en el año 2000. Cuenta con un tronco de más de dos metros de altura situado sobre un bloque de piedra caliza.

El 7 de noviembre de 1913, Wallace murió a la edad de 90 años en su casa de campo en Broadstone (Dorset), la cual había construido una década antes. La prensa de la época informó ampliamente sobre su muerte. Varios de los amigos de Wallace sugirieron que fuera enterrado en la abadía de Westminster, pero su esposa siguió los deseos de su esposo de ser enterrado en un pequeño cementerio en Broadstone. Varios científicos británicos formaron un comité para hacer que se colocara un medallón honrando a Wallace en Westminster cerca de la tumba de Darwin. El medallón fue inaugurado el 1 de noviembre de 1915.

## Teoría de la evolución

### Primeros trabajos
A diferencia de Darwin, cuando Wallace comenzó sus viajes creía en la transmutación de las especies, concepto que había sido defendido, entre otros, por Jean-Baptiste Lamarck, Geoffroy Saint-Hilarie, Erasmus Darwin y Robert Grant. En un primer momento los principales naturalistas rechazaron esta idea, la cual llegó incluso a tener connotaciones radicales e incluso revolucionarias. Además, algunos anatomistas y geólogos prominentes como Georges Cuvier, Richard Owen, Adam Sedgwick o Charles Lyell la atacaron enérgicamente. Se ha sugerido que Wallace aceptó la idea de la transmutación de las especies en parte debido a su predisposición por las ideas radicales, ya sea en política, religión o ciencia, decantándose de manera habitual por ideas científicas marginales.
La obra Vestiges of the Natural History of Creation, de Robert Chambers, le influyó en gran medida. Se trata de una obra de divulgación científica que generó una gran controversia. Se publicó de forma anónima en 1844 y defendía un origen evolutivo para el Sistema Solar, la Tierra y los seres vivos. Wallace escribió en 1845 a Henry Bates:

Tengo una opinión algo más favorable de Vestiges de la que tú pareces tener. Yo no la considero una generalización apresurada, sino más bien una ingeniosa hipótesis sustentada por hechos notables y analogías, pero que a su vez están sustentadas por más hechos, contando además con que la investigación podría arrojar luz sobre el problema. Proporciona un tema a abordar para cada estudiante de la naturaleza; cada hecho que observe estará a favor o en contra de ella, y por tanto servirá en cualquier caso como incitación para la acumulación de hechos, así como un objeto sobre el cual aplicarlo una vez recogidos.

Wallace planificó deliberadamente algunos de sus trabajos de campo para probar la hipótesis de que bajo un escenario de evolución, las especies estrechamente relacionadas deberían habitar territorios colindantes. Durante su expedición en la cuenca del Amazonas se dio cuenta de que las barreras geográficas, como lo son el río Amazonas y sus principales afluentes, a menudo determinaban la distribución de las especies más relacionadas e incluyó estas observaciones en la publicación On the Monkeys of the Amazon en 1853. En torno al final del documento Wallace formula la pregunta: «¿Podrían estar las especies relacionadas separadas alguna vez por una gran extensión de terreno?»
En febrero de 1855, mientras trabajaba en Sarawak, un estado de la isla de Borneo, Wallace escribió «On the Law Which has Regulated the Introduction of Species» («Sobre la ley que ha regulado la introducción de nuevas especies»), que fue publicado en septiembre de 1855 en Annals and Magazine of Natural History. En este artículo, Wallace recopila y enumera observaciones generales que conciernen a la distribución geográfica y geológica de las especies, ciencia que hoy en día se denomina biogeografía. En él, afirma que «cada especie ha existido coincidiendo en el espacio y en el tiempo con especies estrechamente relacionadas», lo que se conoce como «ley de Sarawak». De este modo, Wallace responde así a la pregunta que él mismo formuló en su anterior trabajo. Aunque el escrito no presenta mención alguna sobre un posible mecanismo evolutivo, configuró el preámbulo para su artículo más importante, que escribiría tres años después.
El artículo de Wallace era totalmente contrario a la creencia de Charles Lyell de que las especies eran inmutables, a pesar de que Darwin intentara convencerlo escribiéndole en 1842 sobre la transmutación de las especies. En torno a inicios del año 1856, Darwin leyó el artículo de Wallace, al igual que Edward Blyth, quien escribió acerca del mismo: «¡Bien! ¡En todo!... Wallace, creo, ha planteado bien la cuestión; y, de acuerdo con su teoría, las distintas razas domésticas de animales se han desarrollado dentro de especies». Sin embargo, Darwin confundió el significado de la conclusión de Wallace, y escribió que no había «nada realmente nuevo... Utiliza mi símil del árbol pero parece que con él también toda la creación». Lyell quedó más impresionado, y comenzó a escribir sobre las especies, describiendo las consecuencias que ello acarrearía, en particular para la especie humana. Darwin, por aquel entonces, ya había mostrado su teoría a su amigo Joseph Hooker, y por primera vez especificó los detalles de la selección natural a Lyell. Aunque Lyell no estaba de acuerdo con la teoría, instó a Darwin a publicar su trabajo cuanto antes. Darwin se negó al principio, pero más tarde comenzó a escribir un boceto de su trabajo sobre su obra del origen de las especies en mayo de 1856.

### Selección natural y Darwin
En febrero de 1858, Wallace ya se había convencido de la realidad de la evolución tras su investigación biogeográfica en el archipiélago malayo. Como más tarde escribiría en su autobiografía:

El problema entonces no era solo cómo y por qué las especies cambian, sino cómo y por qué cambian a otras nuevas y bien definidas, diferenciadas unas de otras de muchas maneras; por qué y cómo comienzan a adaptarse a otros modos de vida; y por qué todos los grados intermedios perecen y dejan solamente especies, géneros, y grupos de animales claramente definidos.

De acuerdo con su autobiografía, la idea de la selección natural se le ocurrió cuando, estando en la cama con fiebre, pensó en la idea de Thomas Malthus sobre los frenos positivos (guerras, enfermedades...) y su efecto en el crecimiento de la población humana. Wallace escribe en su autobiografía que en aquel momento se encontraba en la isla de Ternate, aunque los historiadores han puesto en duda esta afirmación, proponiendo que se encontraba en la isla de Gilolo. Wallace lo describe del siguiente modo:

Entonces se me ocurrió que estas causas o sus equivalentes están continuamente actuando también en el caso de los animales; y como los animales normalmente se reproducen mucho más rápido que el ser humano, la destrucción que estas causas provocarían cada año debería ser enorme para limitar el número de cada especie, ya que generalmente no aumenta de manera regular de un año para otro, pues de otro modo el mundo hace tiempo que estaría repleto de aquellos que se reproducen más rápido. Pensando vagamente en la enorme y constante destrucción que esto implicaría, me formulé la pregunta, ¿por qué algunos mueren y otros sobreviven? Y la respuesta era clara, el más adaptado sobrevive... y considerando la gran cantidad de variación individual que mi experiencia me ha mostrado que existe, entonces se deduce que todos los cambios necesarios para la adaptación de las especies a las condiciones cambiantes podrán ser provocados... De este modo cada parte del animal podría ser modificada exactamente de la manera que se requiere, y el que no se modificara perecería, y así los caracteres definidos y el manifiesto aislamiento de cada nueva especie sería explicado.

Darwin mantuvo correspondencia con Wallace, cuyas observaciones le servirían para defender su teoría. Aunque las primeras cartas de Wallace a Darwin se han perdido, Wallace mantuvo bien guardadas las que recibió. En la primera de ellas, fechada el 1 de mayo de 1857, Darwin comenta que la carta que Wallace le envió el 10 de octubre del año anterior, que había recibido recientemente, así como la publicación de Wallace «Sobre la ley que ha regulado la introducción de nuevas especies» de 1855, mostraban que ambos pensaban de manera similar y que en general llegaban a las mismas conclusiones, y le deja constancia de que estaba preparando un trabajo que en dos años estaría preparado para su publicación. En la segunda carta, del 22 de diciembre de 1857, Darwin comenta que estaba encantado de que Wallace estuviera teorizando sobre la distribución geográfica, añadiendo que «sin especulación no hay observación buena ni original», a la par que «creo que yo voy mucho más lejos que tú».

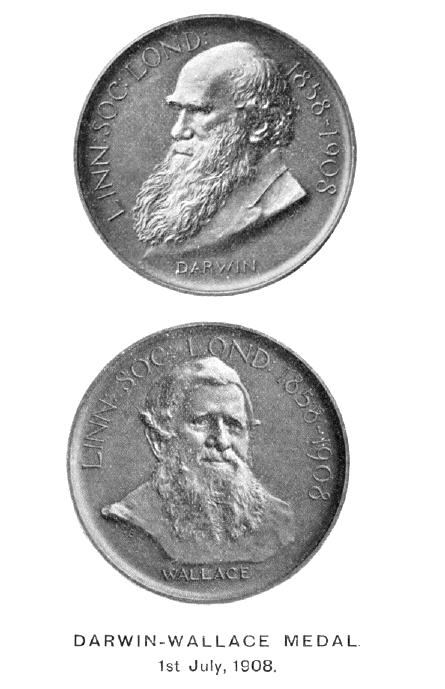
La medalla Darwin-Wallace es una distinción que otorga la Sociedad Linneana de Londres cada 50 años a partir de las charlas de Wallace y Darwin sobre la selección natural.

Wallace confió en el comentario de Darwin y le envió su ensayo de febrero de 1858, «On the Tendency of Varieties to Depart Indefinitely From the Original Type» («Sobre la tendencia de las variedades a diferenciarse indefinidamente del tipo original»), solicitándole que lo revisara y que se lo mandara a Charles Lyell si creía que merecía la pena. El 18 de junio de 1858, Darwin recibió el manuscrito de Wallace. Si bien en su ensayo no empleaba el término «selección natural», esbozaba la mecánica de la divergencia evolutiva de las especies a partir de otras similares debido a la influencia del medio. En este sentido, era muy similar a la teoría que Darwin había desarrollado durante veinte años, pero que todavía estaba por publicar. Darwin le envió el manuscrito a Charles Lyell, junto con una carta que decía «¡no podría haber escrito un mejor resumen! Incluso sus términos figuran ahora en los títulos de mis capítulos... él no dice nada de publicarlo, pero yo, desde luego, le escribiré y le ofreceré mandarlo a alguna revista».
Consternado por la enfermedad de su hijo recién nacido, Darwin planteó la cuestión de la publicación a Lyell y Hooker, quienes decidieron, aunque Wallace no lo había mandado con ese fin, publicarlo ante la Sociedad Linneana de Londres el 1 de julio de 1858, acreditando a Wallace como codescubridor. Se presentó junto con extractos de un ensayo que Darwin le había escrito a Hooker en 1847 y una carta de Darwin a Asa Gray en 1857.
Wallace aceptó el acto a posteriori, contento de haber sido incluido en él. El prestigio tanto social como científico de Darwin era mucho mayor que el de Wallace, por lo que probablemente, sin Darwin, la perspectiva evolutiva de Wallace no habría sido tenida en cuenta. El acto, a pesar de relegar a Wallace como codescubridor, asoció a Wallace con Darwin, por lo que Wallace tuvo un mayor acceso a los niveles más altos de la comunidad científica.
No obstante, el acto tuvo al principio una repercusión discreta, pues el presidente de la Sociedad Linneana señaló en mayo de 1859 que el año anterior no se había caracterizado por ningún descubrimiento notable; aunque, con la publicación de Darwin de On the Origin of Species (El origen de las especies) en 1859, comenzó a adquirir importancia. Cuando Wallace regresó al Reino Unido, se reunió con Darwin y a partir de entonces los dos mantuvieron amistad.
Con el paso de los años, algunos han cuestionado esta versión de los hechos. A inicios de la década de 1980, Arnold Brackman y John Langdon Brooks escribieron dos libros en los que sugerían que no solo había habido una conspiración para robar y desacreditar a Wallace, sino que Darwin realmente le había robado una idea fundamental a Wallace para acabar su propia teoría. A partir de entonces un buen número de expertos han examinado en detalle todos los escritos en busca de evidencias, sin encontrar nada convincente que lo demuestre.
Tras la publicación de la obra El origen de las especies de Darwin, Wallace se convirtió en uno de sus defensores más firmes. En 1863 un profesor de geología de la Universidad de Dublín publicó un artículo en el que criticaba duramente la obra de Darwin, alegando que las celdas hexagonales que fabrican las abejas no podrían ser producto de la evolución mediante selección natural. Wallace entonces publicó un pequeño artículo titulado «Remarks on the Rev. S. Haughton's Paper on the Bee's Cell, and on the Origin of Species» («Observaciones sobre el artículo del Rev. S. Haughton de las celdillas de las abejas, y sobre el origen de las especies»), en el que echaba por tierra las afirmaciones del artículo en cuestión. Otra defensa destacada de la obra de Darwin que Wallace llevó a cabo ocurrió en 1867, cuando George Campbell (duque de Argyll) escribió el libro The Reign of Law, donde intentaba refutar la teoría de la selección natural. En respuesta, Wallace escribió «Creation by Law», artículo que se publicó en la revista The Quarterly Journal of Science. Tras una reunión de la Asociación Británica para el Avance de la Ciencia en 1870, Wallace le escribió a Darwin lamentándose de que «no quedan opositores que sepan algo de historia natural, así que ya no hay buenas discusiones como las que estábamos acostumbrados a tener».

#### Diferencias entre las ideas de Darwin y Wallace respecto a la selección natural
Los historiadores de la ciencia han señalado que, aunque Darwin consideró que las ideas expuestas en el artículo de Wallace eran esencialmente las mismas que las suyas, ciertamente existían diferencias. Darwin enfatizó la competición entre individuos de la misma especie para sobrevivir y reproducirse, mientras que Wallace dio una mayor importancia a la influencia del medio para forzar a las especies a adaptarse al entorno local.
También se ha señalado que Wallace entendió la selección natural como un mecanismo de retroalimentación que mantenía a las especies adaptadas al entorno. Como Wallace escribió en su artículo de 1858:

La acción de este principio es exactamente la misma que la del regulador centrífugo de la máquina de vapor, el cual verifica y corrige las irregularidades casi con anterioridad a que se hagan evidentes; del mismo modo ninguna deficiencia en el reino animal puede alcanzar una magnitud notable, ya que enseguida se derrumbaría, haciendo difícil la existencia y provocando casi seguro la extinción.

El antropólogo y cibernético Gregory Bateson escribió en la década de 1970 que, incluso considerando la cita como una metáfora, Wallace «dijo posiblemente la frase de mayor fuerza de todo el siglo XIX». Bateson volvió a escribir sobre el tema en su libro Mind and Nature: A Necessary Unity (Espíritu y naturaleza: una unidad necesaria), de 1979, y otros expertos han continuado explorando la conexión entre la selección natural y la teoría de sistemas.

#### Coloración aposemática y selección sexual
En 1867, Darwin escribió a Wallace acerca de un problema que estaba teniendo en comprender por qué algunas orugas pudieron haber adquirido colores llamativos mediante el mecanismo de la evolución. Darwin había comenzado a creer que la selección sexual, algo a lo que atribuía mucha mayor importancia que Wallace, podría explicar la mayor parte de estos colores en animales. Sin embargo, Darwin se percató de que esto no se podía aplicar a las orugas. Wallace le respondió que él y Henry Bates habían observado que una buena parte de las mariposas más espectaculares expelían un olor y sabor peculiar, y que John Jenner Weir le había comentado que a las aves les resultaba incomestible un determinado tipo de polilla blanca muy común. Wallace escribió que, a su juicio, parecía que aquella serie de colores llamativos servía como advertencia a los predadores, pudiendo haberse desarrollado mediante selección natural. Darwin quedó impresionado por aquella idea.
En una reunión de la Entomological Society, Wallace solicitó pruebas relacionadas con aquel tema, por si alguien podía proporcionárselas. En 1869, Weir publicó datos experimentales y observacionales sobre las orugas de colores brillantes, los cuales eran consistentes con la idea de Wallace. La coloración aposemática fue una de las muchas contribuciones de Wallace a la evolución de la coloración animal en general y al concepto de coloración protectora en particular. Este tema también estuvo presente en el desacuerdo que Wallace tuvo con Darwin sobre la importancia de la selección sexual. En su libro Tropical Nature and Other Essays (Naturaleza tropical y otros ensayos), de 1878, la coloración de los animales y plantas es un tema ampliamente tratado, y propone explicaciones alternativas para algunos casos que Darwin explicaba mediante la actuación de la selección sexual. Wallace vuelve a tratar el tema en su libro Darwinism, publicado en 1889.

#### Efecto Wallace
En 1889, Wallace escribió Darwinism (Darwinismo), donde explicaba y defendía la selección natural. En él, Wallace propuso la hipótesis de que la selección natural podría dar lugar al aislamiento reproductivo de dos variedades al formarse barreras contra la hibridación, lo que podría contribuir al desarrollo de nuevas especies.
Wallace propuso el siguiente escenario: cuando dos poblaciones de una misma especie han ido evolucionando por separado, adaptándose cada una de ellas a las condiciones concretas de cada medio, con el paso del tiempo llegará un momento en el que, si se cruzan, la descendencia híbrida estaría menos adaptada que cada una de las poblaciones parentales y, en ese punto, la evolución tenderá a eliminar estos híbridos. Además, bajo estas condiciones, la selección natural favorecería el desarrollo de las barreras de hibridación, pues los individuos que eviten la hibridación poseerán una descendencia más adaptada, contribuyendo así al aislamiento reproductivo de las dos especies iniciales y formando nuevas. Este mecanismo es conocido como efecto Wallace.
Wallace ya había sugerido anteriormente a Darwin, mediante correspondencia privada en 1868, que la selección natural podría ser uno de los factores principales que impiden la hibridación, pero no había alcanzado tanto detalle. Actualmente el Efecto Wallace sigue siendo un tema de investigación en biología evolutiva. Se han realizado simulaciones por computadora y obtenido resultados empíricos en torno a este tema, los cuales respaldan la validez de la teoría.

### Aplicación de la teoría al ser humano, y papel de la teleología en la evolución

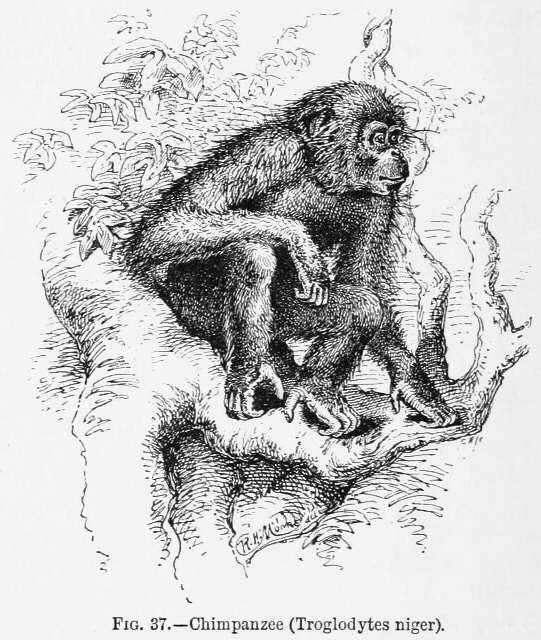
Ilustración de un chimpancé en el capítulo sobre la aplicación de la selección natural al ser humano, de su libro Darwinism de 1889.

En 1864, Wallace publicó el artículo «El origen de las razas humanas y la antigüedad del hombre deducidas de la teoría de la selección natural», donde aplicó la teoría al ser humano. Darwin todavía no había abordado el tema públicamente, aunque sí que lo hizo Thomas Huxley en su libro Evidence as to Man's Place in Nature (Evidencias de la situación del hombre en la naturaleza).
Poco después, Wallace se convirtió en espiritualista. Al mismo tiempo, comenzó a mantener la idea de que la selección natural no podía considerar a los genios matemáticos, artísticos, o musicales, así como las reflexiones metafísicas, el ingenio o el humor. Finalmente, dijo que algo del «universo invisible del Espíritu» había interferido al menos tres veces en la historia. La primera sería la creación de vida a partir de materia inorgánica. La segunda, la inclusión de la conciencia en los animales superiores. Y la tercera sería la generación de facultades mentales superiores en el ser humano. También creía que la razón de ser del universo era el desarrollo del espíritu humano.
Estos puntos de vista molestaron a Darwin, quien argumentó que no era necesario recurrir al espiritualismo y que la selección sexual podría explicar fácilmente algunas facultades mentales aparentemente independientes de la adaptación. Mientras que algunos historiadores concluyen que la creencia de Wallace de que la selección natural era insuficiente para explicar el desarrollo de la consciencia y la mente humana fue provocada directamente por la adopción del espiritualismo, otros expertos aseguran que Wallace nunca creyó que la selección natural pudiera aplicarse a esas áreas.
Las reacciones de los naturalistas más destacados de la época en torno al tema fueron variadas. Charles Lyell aceptó los puntos de vista de Wallace sobre la evolución humana de manera más favorable que Darwin. Sin embargo, un buen número de naturalistas, entre los que se encontraban Huxley, Hooker, o el propio Darwin, criticaron estas ideas de Wallace. Como un historiador de la ciencia ha señalado, los puntos de vista de Wallace en este tema contradecían dos de los principios más fundamentales de la filosofía darwiniana que estaba comenzando a emerger, los cuales son que la evolución no es teleológica y que de ningún modo es antropocéntrica.

### Papel de Wallace en la historia de la teoría de la evolución
En muchos análisis de la historia de la teoría de la evolución, Wallace aparece mencionado solamente de pasada como un «estímulo» para la publicación de la teoría de Darwin. En realidad, Wallace desarrolló sus propios puntos de vista sobre la evolución, los cuales divergían de los de Darwin, y fue considerado por muchos (especialmente Darwin) como uno de los principales pensadores sobre evolución en aquel momento, cuyas ideas no podían ignorarse. Un historiador de la ciencia ha señalado que, a través de la correspondencia privada y los trabajos publicados, Darwin y Wallace intercambiaron conocimiento y se estimularon mutuamente durante un largo período, logrando con ello la formulación de nuevas ideas y teorías. Wallace es el naturalista más citado en la obra de Darwin Descent of Man (El origen del hombre), a menudo estando en desacuerdo.
Wallace permaneció siendo un firme defensor de la selección natural durante el resto de su vida. En la década de 1880, la evolución ya era ampliamente aceptada entre los círculos científicos, pero Wallace, junto con August Weismann, eran de los pocos biólogos prominentes que creían que la selección natural era el mecanismo más importante de la misma. En 1889, Wallace publicó su libro Darwinism (Darwinismo) como respuesta a las críticas científicas a la selección natural. De toda la obra de Wallace, este es el libro más citado por las publicaciones académicas.

## Espiritismo
En una carta dirigida a su cuñado en 1861, Wallace escribió:

… Permanezco en un total descreimiento de casi todo lo que consideras las más sagradas verdades. Pasaré por encima, como totalmente despreciable, de la muchas veces repetida acusación de que los escépticos se cierran a la evidencia porque no están gobernados por la moral cristiana… Estoy agradecido de que puedo ver mucho que admirar en todas las religiones. Para la mayoría de la humanidad la religión de cualquier tipo es una necesidad. Pero aunque haya un Dios, cualquiera que sea su naturaleza, o aunque tengamos un alma inmortal o no, o cualquiera que sea nuestro estado después de la muerte, no puedo tener miedo de tener que sufrir para estudiar la naturaleza y para buscar la verdad o de creer que estarán mejor en un futuro quienes hayan vivido en la creencia de doctrinas inculcadas desde la niñez, y que son para ellos más un asunto de fe ciega que de convicción de la razón.
 Alfred R. Wallace. Cartas a Thomas Sims

Wallace era un entusiasta de la frenología. Al principio de su carrera experimentó con la hipnosis, entonces conocida como mesmerismo. Usó a varios de sus alumnos en Leicester como sujetos de estudio con considerable éxito. Cuando comenzó con sus experimentos con el mesmerismo, este asunto era todavía muy controvertido y los primeros experimentos, como los de John Elliotson, habían sido duramente criticados por los estamentos médico y científico. Wallace estableció una conexión entre sus experiencias con el mesmerismo y sus posteriores investigaciones sobre el espiritismo. En 1893 escribió:

Así aprendí mi primera gran lección en la investigación de esos oscuros campos del conocimiento: nunca aceptar el descreimiento de grandes hombres o sus acusaciones de impostura o imbecilidad como si fueran un peso cuando son opuestas a las repetidas observaciones de hechos indudablemente sanas y honestas realizadas por otros hombres. Toda la historia de la ciencia nos enseña que siempre que hombres sabios y educados de cualquier edad han negado los hechos de otros investigadores basados en argumentos a priori de absurdo o imposibilidad, los que negaban siempre han estado equivocados.

Wallace comenzó a estudiar el espiritismo en el verano de 1865, posiblemente incitado por su hermana mayor Fanny Sims, quien había estado involucrada en ello durante algún tiempo. Después de revisar la literatura existente sobre el asunto y de repetir los fenómenos que presenció en varias sesiones de espiritismo, llegó a aceptar que el espiritismo estaba conectado con una realidad natural. Durante el resto de su vida quedó convencido de que alguna de las sesiones era genuina, sin importarle cuantas acusaciones de fraude hicieran sus detractores. Historiadores y biógrafos no se han puesto de acuerdo sobre qué factores influyeron en su adhesión al espiritismo. Varios autores han argumentado el deseo de Wallace de encontrar una explicación científica y racional a todos los fenómenos, materiales o no, del mundo y de la sociedad humana.
El espiritismo llamó la atención de muchas personas de la época que ya no encontraban aceptable la doctrina religiosa tradicional, como la de la Iglesia de Inglaterra, y estaban insatisfechos con el punto de vista materialista y mecanicista que fue emergiendo durante el siglo XIX. En cualquier caso, muchos autores, que han investigado los puntos de vista de Wallace en profundidad, ponen mucho énfasis en que para él, el espiritismo era más una ciencia y una filosofía que una creencia religiosa. Entre otros destacados intelectuales del siglo XIX que coquetearon con el espiritismo, cabe destacar al reformador social Robert Owen, quien fue uno de los primeros admiradores de Wallace; los físicos William Crookes y lord Rayleigh; el astrónomo Camille Flammarion, el matemático Augustus De Morgan y el editor escocés Robert Chambers.
La defensa pública de Wallace del espiritismo y de «médiums» espiritistas contra las acusaciones de fraude en la década de 1870 dañó su reputación científica. Perjudicó sus relaciones de amistad con científicos tales como Henry Bates, Thomas Huxley, e incluso Darwin, quien pensaba que era en exceso crédulo. Otros, como el psicólogo William Benjamin Carpenter y el zoólogo Ray Lankester llegaron a serle abierta y públicamente hostiles. Wallace y otros científicos que defendían el espiritismo, principalmente William Crookes, fueron blancos de numerosas críticas por parte de la prensa, siendo The Lancet, como la revista científica especializada en medicina más prestigiosa de su época, especialmente duro. La controversia afectó a la percepción pública de su trabajo durante el resto de su carrera. Cuando en 1879, Darwin intentó convencer a otros naturalistas de que concedieran una pensión a Wallace, Joseph Hooker respondió:

Wallace ha perdido la inocencia considerablemente, no solo por su adhesión al espiritismo, sino por el hecho de haber mantenido deliberadamente, a pesar de la unánime opinión en contra del comité de su sección de la British Association, una discusión sobre espiritismo en una de las reuniones de su sección. Se ha dicho que lo hizo de una manera clandestina y recuerdo bien la indignación que causó al Consejo de la BA.

Hooker finalmente cambió de opinión y apoyó la solicitud de la pensión.

## Biogeografía y ecología
En 1872, apremiado por muchos de sus amigos, incluidos Darwin, Philip Sclater, y Alfred Newton, Wallace comenzó a investigar para una revisión general de la distribución geográfica de los animales. No fue capaz de progresar mucho al principio, en parte debido a que la taxonomía o los sistemas de clasificación de muchos tipos de animales se hallaban en continuo cambio en ese momento.

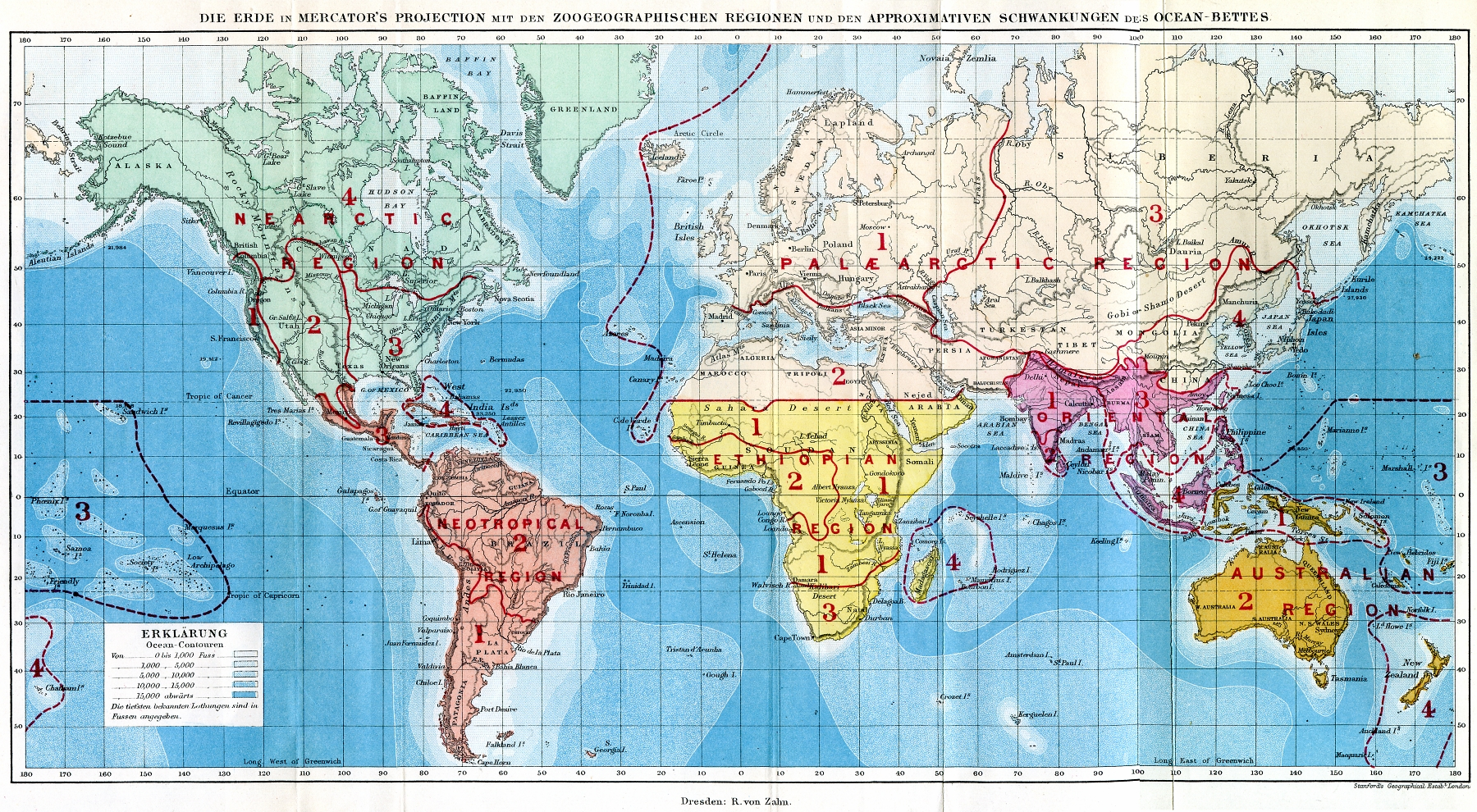
Un mapamundi de su libro Distribución geográfica de los animales muestra las seis regiones biogeográficas de Wallace.

 Reanudó su trabajo a principios de 1874 después de que se hubieran publicado una serie de nuevos estudios sobre clasificación. Extendiendo el sistema de clasificación de aves desarrollado por Philip Sclater, que dividía la Tierra en seis regiones separadas para describir la distribución de las especies de mamíferos, reptiles e incluso insectos, Wallace creó los fundamentos para las regiones zoogeográficas, todavía en uso hoy en día. Trató todos los factores entonces conocidos que influyeron en la pasada y actual distribución de los animales dentro de cada una de las regiones geográficas. Incluía los efectos de la aparición y desaparición de puentes de tierra intercontinentales, como el actualmente existente entre Norteamérica y Sudamérica; y los efectos de periodos de intensa glaciación. Proporcionó mapas que mostraban los factores, tales como alturas de montañas, profundidades de océanos y la vegetación característica de cada zona que podían afectar a la distribución de los animales. Asimismo resumió todas las familias y géneros conocidas de animales superiores y listó sus distribuciones geográficas conocidas. El texto estaba organizado de forma que fuese sencillo para que un viajero conociese qué animales se podían encontrar en una localización particular. El resultado fueron dos volúmenes titulados The Geographical Distribution of Animals (La distribución geográfica de los animales), publicados en 1876 y que servirían como texto de referencia de zoogeografía durante los siguientes 80 años.
En 1880 publicó el libro Island Life (Vida en las islas), como una continuación de The Geographical Distribution of Animals. En él se examinaba la distribución tanto de especies de animales como de plantas. Wallace clasificó las islas en tres tipos diferentes. Islas Oceánicas, como las Galápagos y las Hawái, entonces conocidas como Islas Sándwich, formadas en medio de los océanos y que nunca han sido parte de un continente mayor. Estas islas se caracterizaban por una completa ausencia de mamíferos terrestres y anfibios, y sus habitantes, con excepción de las aves migratorias y de especies introducidas por el hombre, eran el resultado de colonizaciones accidentales y su evolución subsiguiente. Dividió las Islas Continentales en dos clases en función de si habían sido parte de un continente recientemente, como Gran Bretaña, o no, como Madagascar y examinó cómo esa diferencia afectaba a la flora y la fauna. Explicó como ese aislamiento afectaba a la evolución y cómo podía resultar en la preservación de clases de animales, como los lémures de Madagascar que son el remanente de una familia que una vez tuvo una distribución continental. Asimismo examinó ampliamente cómo los tipos de clima, especialmente los periodos de glaciación intensa, podían afectar a la distribución de flora y fauna en ciertas islas. En la primera parte del libro explicaba las posibles causas de esas grandes glaciaciones. Island Life estaba considerado un trabajo muy importante en el tiempo de su publicación y se discutió sobre él intensamente en círculos científicos, en revistas y en su correspondencia privada.

### Medio ambiente
El amplio trabajo de Wallace en biogeografía le hizo ser consciente del impacto de las actividades humanas en el medio ambiente. En su libro Tropical Nature and Other Essays, (Naturaleza tropical y otros ensayos), de 1878, advirtió de los peligros de la deforestación y de la erosión del suelo, especialmente en climas tropicales propensos a lluvias torrenciales. Haciendo hincapié en las complejas interacciones entre la vegetación y el clima, advirtió que la amplia deforestación de la selva de Ceilán (Sri Lanka) e India para despejar terreno para cultivar café, tendría un impacto adverso en el clima en esos países y les llevaría tarde o temprano al empobrecimiento debido a la erosión del suelo. En Island Life, Wallace hablaba otra vez de la deforestación y del impacto de las especies invasoras. Escribió lo siguiente acerca del impacto de la colonización europea de la isla de Santa Elena:

… el aspecto general de la isla es ya tan estéril y repugnante que algunas personas encuentran difícil de creer que una vez fue fértil y verde. La causa de este cambio es, en cualquier caso, muy fácil de explicar. El rico suelo formado por piedra volcánica y depósitos vegetales solo podía ser retenido en las laderas empinadas mientras estuviera protegido por la vegetación a la que en gran parte debe su origen. Cuando esta vegetación fue destruida, las lluvias torrenciales tropicales pronto se llevaron el suelo dejando una vasta extensión de piedra desnuda y arcilla estéril. Esta irreparable destrucción fue causada, en primer lugar, por las cabras que fueron introducidas por los portugueses en 1513, y que se multiplicaron tan rápidamente que en 1588 las había a millares. Estos animales son la mayor amenaza para los árboles porque se comen los brotes jóvenes y eso evita la natural restauración de los bosques. En cualquier caso fueron ayudadas por el imprudente derroche humano. La Compañía de las Indias Orientales se hizo cargo de la isla en 1651, y para el año 1700 se empezó a hacer evidente que los bosques estaban disminuyendo rápidamente y requerían de cierta protección. Dos de los árboles nativos de la isla, (Trochetiopsis erythroxylon y Trochetiopsis ebenus o ébano enano), servían para el curtido, y para ahorrar trabajo, solo se usaba la corteza dejando que el tronco se pudriera; en 1709 una gran cantidad del cada vez más escaso ébano enano se usaba para calcinar la cal usada para la construcción de fortificaciones.

## Otras controversias

### Apuesta sobre la redondez de la Tierra
En 1870, un activista de la Flat Earth Society llamado John Hampdem formuló una apuesta de 500 libras a quien pudiera demostrar la curvatura convexa de la Tierra en una lámina de agua tal como un río, un canal o un lago. Wallace, espoleado por el reto y en apuros económicos en ese momento, diseñó un experimento en el que dispuso dos objetos separados seis millas, unos 10 km, sobre un canal recto a la misma altura respecto del nivel del agua. Sobre un puente montó un telescopio alineado con ambos objetos. En el telescopio, uno aparecía más alto que el otro, mostrando de esta manera la curvatura de la Tierra. El juez de la apuesta, el editor de la revista Field, declaró ganador a Wallace, pero Hampdem no aceptó el veredicto. Inmediatamente lanzó una campaña de difamación hacia Wallace escribiendo a varias publicaciones y organizaciones tachándolo de ladrón y tramposo. Wallace ganó numerosos pleitos contra Hampdem pero el coste de los juicios fue mayor de lo que esperaba ganar por la apuesta y el asunto le amargó durante años.

### Campaña antivacunación
En los primeros años de la década de 1880, Wallace se vio envuelto en el debate sobre la obligatoriedad de la vacunación contra la viruela. En principio consideró el asunto como algo de libertad personal, pero tras estudiar algunas estadísticas que ofrecían los activistas antivacunación, comenzó a cuestionar la eficacia de la vacunación obligatoria y universal. En aquel momento la teoría microbiana de la enfermedad no estaba todavía plenamente aceptada, es más, todavía no se conocía lo suficiente el sistema inmunitario humano como para entender por qué funcionaba la vacunación. Wallace hizo algunas investigaciones y descubrió que los partidarios de la vacunación habían usado estadísticas dudosas. Siempre sospechoso de la autoridad, Wallace se convenció de que las reducciones en la incidencia de la viruela más que atribuibles a la vacunación debían de hacerse a la mejora de la higiene y de la sanidad pública. Asimismo sospechó que los médicos tenían intereses espurios en la promoción de la vacunación. Wallace y otros activistas antivacunación apuntaron que la vacunación, que era frecuentemente realizada en condiciones insalubres, podría ser peligrosa. En 1890 Wallace prestó declaración ante una Comisión Real que investigaba el asunto. Cuando la comisión examinó la documentación entregada durante su declaración, se encontraron errores y estadísticas dudosas. The Lancet, la prestigiosa revista británica de medicina, publicó que Wallace y otros activistas antivacunación estaban siendo selectivos a la hora de elegir sus estadísticas, ignorando todas aquellas que fueran inconsistentes con su posición. La comisión estableció que la vacunación contra la viruela era efectiva y debía mantenerse su obligatoriedad, aunque recomendó cambios en los procedimientos para mejorar la seguridad y salubridad de la misma y las penas que afectaban las personas que se negaban a la vacunación fueran menos severas. Años más tarde, en 1898, Wallace escribió un panfleto atacando las conclusiones de la comisión. The Lancet contestó afirmando que aquel contenía los mismos errores que la documentación entregada por él a la comisión.

### Los canales de Marte
Wallace se interesó en la polémica sobre los canales de Marte debido a su antropocentrismo que le inclinaba a creer que la humanidad era probablemente la única inteligencia del Universo. En 1907 Wallace escribió un pequeño libro titulado Is Mars Habitable? (¿Es Marte habitable?) para criticar las ideas de Percival Lowell sobre que los canales de Marte habían sido construidos por seres inteligentes. Wallace investigó durante varios meses, consultando a expertos, para obtener su propio análisis de las condiciones climáticas y atmosféricas de Marte. Entre otras cosas, Wallace afirmó que los análisis espectroscópicos de la atmósfera marciana no indicaban la presencia de vapor de agua, que los análisis de Lowell habían sobrestimado la temperatura superficial de Marte y que la baja presión atmosférica haría imposible un sistema de irrigación de tamaño planetario de agua líquida al aire libre.

## Legado y percepción histórica

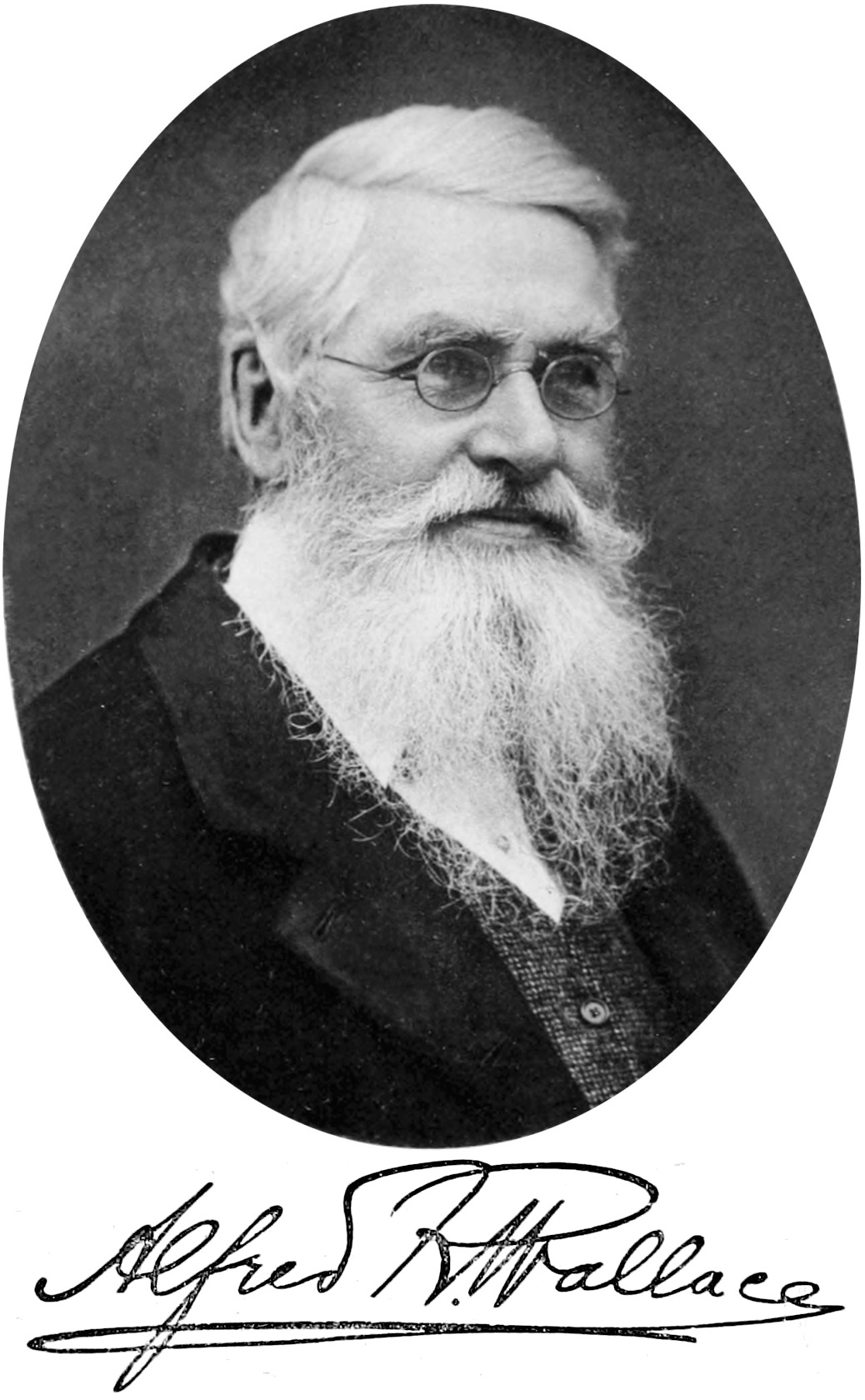
Retrato y firma de Alfred Russel Wallace en la portada de su libro Darwinism (1889).

Como resultado de sus escritos, en el momento de su muerte, Wallace había sido durante muchos años una figura muy conocida tanto como científico como activista social. Fue frecuentemente solicitado por periodistas y otros por sus puntos de vista en una gran variedad de asuntos. Recibió doctorados honorarios y un gran número de honores profesionales, tales como la elección para la Royal Society, la medalla Copley y un reconocimiento de la Corona británica: la Orden de Mérito. Por encima de todo, su papel como codescubridor de la selección natural y su trabajo en zoogeografía hacen de él una figura excepcional. Es, sin lugar a dudas, uno de los más grandes investigadores de historia natural del siglo XIX. A pesar de esto, su fama decreció rápidamente después de su muerte. Durante mucho tiempo fue tratado como una figura relativamente oscura en la historia de la ciencia. Se han sugerido una serie de razones para explicar esta falta de atención, incluyendo su modestia, su disposición para defender causas impopulares sin importarle su propia reputación y su disgusto con buena parte de la comunidad científica por algunas de sus ideas poco convencionales. Recientemente, ha sido de nuevo sacado a la luz con la publicación de biografías y antologías de sus escritos, así como la creación de una página web dedicada a él. En 2007, un crítico literario de la revista New Yorker observó que al menos cinco biografías y dos antologías se habían publicado sobre él desde 2000.

## Premios y reconocimientos
- Entre los reconocimientos recibidos por Wallace figuran: la Orden de Mérito (1908), la Medalla Royal (1868) y la Medalla de los Fundadores (1892) de la Royal Geographical Society, la Medalla Copley de la Royal Society (1908) y la medalla linneana (1892) y la Medalla Darwin-Wallace (1908) de la Sociedad Linneana de Londres.
- Elegido jefe de la sección de antropología de la Asociación Británica para el Avance de la Ciencia, (Bristish Association), en 1866.
- Elegido presidente de la Sociedad Entomológica de Londres en 1870.
- Elegido jefe de la sección de biología de la Asociación Británica para el Avance de la Ciencia, (British Association), en 1876.
- Premiado con una pensión civil de 200 libras al año, en parte debido al apoyo de Darwin y Huxley, por el Gobierno Británico en 1881.
- Elegido como miembro de la Royal Society in 1893.
- Solicitado para asistir al Congreso Internacional de Espiritistas, que iba a celebrarse en Londres en 1898.
- En 1928, una casa de la Richard Hale School, en ese tiempo llamada Hertford Grammar School fue llamada Wallace en su honor. Wallace estudió en ese colegio de 1828 a 1836.
- El 1 de noviembre de 1915, un medallón con su nombre fue colocado en la abadía de Westminster.
- El cráter lunar Wallace[128] y el cráter marciano Wallace[129] llevan este nombre en su memoria.
- Un centro de investigación de la biodiversidad en Sarawak fue propuesto para ser llamado Wallace en 2005.[130]
- El edificio de Geografía y Biología de la Universidad de Swansea fue llamado Wallace.
- La gran sala de lectura en la Universidad de Cardiff fue llamada Wallace.

## Escritos de Wallace
Wallace fue un autor prolífico. En 2002 un historiador de la ciencia publicó un análisis cuantitativo de las publicaciones de Wallace. Encontró que Wallace había publicado 22 libros y al menos 747 publicaciones menores, 508 de las cuales fueron en revistas científicas, 191 de ellas en la revista Nature. Las 747 publicaciones menores se dividen en temas de la siguiente manera: 29 % sobre biogeografía e historia natural, 27 % sobre teoría de la evolución, 25 % sobre comentarios sociales, 12 % sobre antropología y 7 % sobre espiritismo y frenología. Una bibliografía en línea de escritos de Wallace contiene más de 750 entradas.

### Libros
- Wallace, A. R. (1853). Palm trees of the Amazon and their uses.. Londres: John Van Voorst. p. 129. Consultado el 4 de diciembre de 2009.
- Wallace, A. R. (1853). A Narrative of Travels on the Amazon and Rio Negro. Londres: Reeve and Company. p. 541. Consultado el 4 de diciembre de 2009.
- Wallace, A. R. (1869). The Malay Archipelago. (en español: Viaje al Archipiélago Malayo, Barcelona, Ed. Laertes, 2023. ISBN 78-84-18292-95-8). Londres: Macmillan and Company. pp. 478 (vol.I), 524 (vol. II).
- Wallace, A. R. (1870). Contributions to the Theory of Natural Selection (2ª edición). Londres: Macmillan and Company. p. 384. Consultado el 4 de diciembre de 2009.
- Wallace, A. R. (1876). The Geographical Distribution of Animals. Londres: Macmillan and Company. pp. 503 (vol.I), 607 (vol. II). Consultado el 4 de diciembre de 2009.
- Wallace, A. R. (1878). Tropical Nature, and Other Essays. Londres: Macmillan and Company. p. 356. Consultado el 4 de diciembre de 2009.
- Wallace, A. R. (1880). Island Life. Londres: Macmillan and Company. p. 526. Consultado el 4 de diciembre de 2009.
- Wallace, A. R. (1889). Darwinism: An Exposition of the Theory of Natural Selection, with Some of Its Applications. Londres: Macmillan and Company. p. 494. Consultado el 4 de diciembre de 2009.
- Wallace, A. R. (1905). My Life. Londres: Chapman & Hall. pp. 435 (vol.I), 459 (vol. II). Consultado el 4 de diciembre de 2009.

### Artículos
- «On the Monkeys of the Amazon.» (1853) Especula con el efecto de los ríos y otros accidentes geográficos en la distribución de especies cercanas y relacionadas.[133]
- «On the Law Which Has Regulated the Introduction of New Species.» (1855) Opiniones de Wallace sobre las leyes que gobiernan la distribución de especies cercanas y relacionadas y la implicación de esas leyes en la transmutación de las especies.[134]
- «On the Tendency of Varieties to Depart Indefinitely From the Original Type», (1858). Artículo sobre selección natural enviado por Wallace a Darwin.[135]
- «On the Zoological Geography of the Malay Archipelago.» (1859) Contiene la primera descripción de la línea de Wallace.[136]
- «Remarks on the Rev. S. Haughton's Paper on the Bee's Cell, And on the Origin of Species.» (1863) Defensa de Wallace del Origen sobre el tema de la evolución de la celda hexagonal de las abejas.[137]
- «On the Physical Geography of the Malay Archipelago.» (1863) Artículo sobre geografía y la posible historia geográfica de Indonesia, con conclusiones sobre la importancia de la biogeografía y la biodiversidad que son frecuentemente citadas en los modernos círculos conservacionistas.[138]
- «On the phenomena of variation and geographical distribution as illustrated by the Papilionidae of the Malayan region.» (1864). Monográfico sobre familias de mariposas indonesias con inclusión de diferentes tipos de variabilidad incluyendo variación individual, formas polimórficas, razas geográficas, variación influida por condiciones locales y especies cercanas relacionadas.[139]
- «English and American Flowers.» (1891). Contiene especulaciones sobre como las glaciaciones pueden haber afectado a la distribución de la flora y fauna de montaña en Norteamérica y Eurasia.[140]

## Abreviatura (zoología)
La abreviatura Wallace  se emplea para indicar a Alfred Russel Wallace como autoridad en la descripción y taxonomía en zoología.